# Josiah Henson (Pastor)

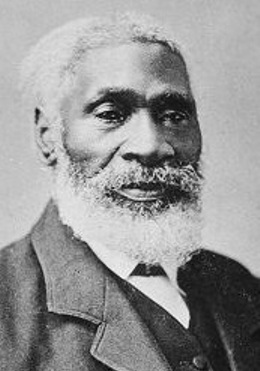
Josiah Henson

Josiah Henson (* 15. Juni 1789 bei Port Tobacco, Charles County, Maryland, Vereinigte Staaten; † 5. Mai 1883 in Dresden, Chatham-Kent, Ontario, Kanada) war ein US-amerikanischer methodistischer Pastor, der als ehemaliger Sklave viel zur Sklavenbefreiung in den USA beitrug. Mit seiner Familie floh er im Sommer 1830 aus der Sklaverei in Kentucky nach Kanada. Father Henson, wie er hier genannt wurde, beteiligte sich später am Transport von befreiten Sklaven mit der Underground Railroad und war ein Führer geflohener Sklaven in Kanada. Seine Autobiographie von 1849 diente der Schriftstellerin Harriet Beecher Stowe als Inspirationsquelle für ihr bekanntes Werk Onkel Toms Hütte von 1851.

## Leben und Wirken
Henson wurde auf der Farm von Francis Newman bei Port Tobacco im Charles County in Maryland geboren. Schon als Kind wurde er Zeuge der Brutalität der Sklavenhalter und deren Aufseher. Sie misshandelten seinen Vater über hundert Mal mit der Peitsche, wenn er seine Frau gegen sexuellen Missbrauch durch den Besitzer schützen und verteidigen wollte. Schließlich wurde der Vater als Strafe an einen anderen Sklavenhalter im Süden verkauft, und keine Nachricht von ihm erreichte die Familie mehr.
Henson wurde an verschiedene Sklavenhalter verkauft. Auch er musste viele Schläge mit Verletzungsfolgen einstecken, und er landete schließlich mit seiner Mutter bei Isaac Riley im Montgomery County, das zwölf Meilen von Washington, D.C. entfernt auch in Maryland liegt. Mit 18 Jahren wandte er sich unter ihrem Einfluss dem christlichen Glauben zu, und er begann bald in der Methodist Episcopal Church zu predigen. Der junge, starke Mann mit Führungsqualitäten wurde bei Riley zum verlässlichen Aufseher und 1825 mit einem Transport von 18 Sklaven nach Kentucky betraut, wo Rileys Bruder Amos eine Plantage besaß. Er kam dort mit allen Sklaven an, obwohl es unterwegs im freieren Ohio viele Fluchtmöglichkeiten gegeben hätte, die er aber nicht ausnutzen wollte.
1829 stimmte der wahrscheinlich alkoholabhängige und verschuldete Isaac Riley der Freilassung von Henson zu, sofern dieser 450 US-Dollar bezahlen könne. Ein weißer Pastor vermittelte ihm einen Reisepredigtdienst bei der Methodist Episcopal Church zwischen Kentucky und Maryland. So konnte er 350 Dollar als Anzahlung aufbringen. Aber der unehrliche, unberechenbare Riley erhöhte den Betrag später auf 1.000 oder mehr Dollar und plante sogar, ihn ohne Frau und Kinder nach New Orleans zu verkaufen. So floh die Familie Henson mit vier Kindern Mitte September 1830 von Kentucky über Ohio und New York nach Kanada, wo sie am 28. Oktober bei den Niagarafällen den sicheren kanadischen Boden betraten. Sie wanderten nachts, versteckten sich tagsüber in Wäldern, erhielten auf dem etwa 1.000 Kilometer langen und beschwerlichen Fluchtweg von einigen Indianern und vor allem von der Organisation Underground Railroad Begleitung, Schutz und sichere Unterkünfte.
Henson fand zuerst Arbeit auf der Farm von Hibbard, sein Sohn Tom konnte die Schule besuchen und dem Vater nun richtig Lesen und Schreiben beibringen. Später betrieb er selber eine Farm. Er baute eine Getreidemühle und ein Sägewerk auf, wofür er sogar einen Preis an der Weltausstellung 1851 in London gewann. Zudem war er Ältester eines 300 Meilen großen Distrikts der British Methodist Episcopal Church und predigte bis zu seinem Tod fast jeden Sonntag in dieser Kirche in Dresden. Bis zum Sezessionskrieg (1861–1865) ging er noch oft nach Boston in die USA zurück, wo er predigte und 118 oder mehr geflüchteten Sklaven half, den Weg in die Freiheit nach Kanada entlang der Underground Railroad zu finden. Er schloss Freundschaft mit dem Abolitionisten und Politiker Samuel Atkins Eliot. In Kanada wurde Father Henson, wie er teilweise genannt wurde, zum Führer der geflüchteten Sklaven, die sich vor allem in Dresden und der von ihm gegründeten Siedlung Dawn in Ontario niederließen. Es war die Endstation der Underground Railroad und 500 befreite Sklaven wohnten schließlich dort. Er ließ etliche davon in einer Berufsschule mit Theorie und Praxis ausbilden. Er half einigen bei der Arbeitssuche, und er gründete 1842 das British-American Institute, das die eingewanderten Schwarzen förderte. Er reiste dreimal nach Großbritannien, so 1851 zur Weltausstellung in London. 1877 wurde er vom anglikanischen Erzbischof von Canterbury und von Königin Victoria zu einem Bankett in Schloss Windsor empfangen. Ebenso wurde er vom US-amerikanischen Präsidenten Rutherford B. Hayes im Weißen Haus begrüßt. Er nutzte diese und viele andere Begegnungen, um Geld für sein Institut, das mittellose und oft ungebildete ehemalige Sklaven in Kanada unterstützte, zu sammeln.
1849 verfasste Henson eine Autobiographie mit dem Titel The Life of Josiah Henson, Formerly a Slave, Now an Inhabitant of Canada, as Narrated by Himself (deutsch: Das Leben von Josiah Henson, einst ein Sklave, jetzt ein Einwohner Kanadas, von ihm selbst erzählt), die später auch unter anderen Titeln erschienen ist. Die amerikanische Schriftstellerin Harriet Beecher Stowe benutzte dieses Werk als wichtige Quelle und Inspiration für ihr bekanntestes Buch Onkel Toms Hütte, das zu einem Bestseller des 19. Jahrhunderts wurde.
Henson starb in Dresden, wo kurz darauf eine große Trauerfeier, ein langer Trauerzug und die Beerdigung stattfanden. Seine Familiengrabstätte liegt etwa zwei Meilen außerhalb der Stadt.

## Privates
Henson heiratete 1811 eine Sklavin namens Charlotte; sie hatten 12 Kinder. Nach dem Tod seiner ersten Frau 1852 heiratete er in Kanada eine Witwe namens Nancy Gambril aus Boston.

## Ehrungen
Trotz des Erfolgs von Onkel Toms Hütte geriet Henson mit seinen großen Verdiensten weitgehend in Vergessenheit. Sein Wohnhaus in Dresden wurde jedoch in ein kleines Museum umgewandelt und ist gegenwärtig Teil des historischen kanadischen Erbes. Der Autor Jared A. Brock, der Schauspieler Danny Glover und andere Personen gaben ihm erneut eine Stimme und den gebührenden Platz in der Geschichte zurück.
1983 wurde Henson als erste schwarze Person auf einer kanadischen Briefmarke abgebildet.
Die kanadische Regierung, vertreten durch den für das Historic Sites and Monuments Board of Canada zuständigen Minister, ehrte Henson am 24. November 1995 für sein Wirken bei der Underground Railroad sowie als Führer der farbigen Gemeinschaft und erklärte ihn zu einer „Person von nationaler historischer Bedeutung“.

## Schriften
- The Life of Josiah Henson, 1789–1883, The Life of Josiah Henson, Formerly a Slave, Now an Inhabitant of Canada, as Narrated by Himself, A. D. Phelps, Boston 1849.